# キャロル・リンレイ
キャロル・リンレイ（Carol Lynley、1942年2月13日 - 2019年9月3日）は、アメリカ合衆国の女優。
日本では、キャロル・リンレー、またはキャロル・リンリーとも表記される。

## 来歴
アメリカ合衆国ニューヨーク州マンハッタン生まれ。父親はアイルランド人、母親はニューイングランド出身で、イギリス人、ドイツ人、ネイティブ・アメリカンの血を引く。始めはキャロライン・リーの芸名で少女モデルとして活動。15歳の時、『ライフ』誌の表紙モデルに起用されたことがきっかけで、女優としての活動をスタートするが、既に同姓同名の女優が存在したことから、キャロル・リンレイに名を改めた。
1959年に、10代の妊娠を扱った舞台『Blue Denim』で、ブランドン・デ・ワイルドと主役のカップルを演じて注目され、同年の映画版（邦題『ゆきすぎた遊び』）でもブランドンと共演し、ゴールデン・グローブ賞の新人賞（現在は廃止）にノミネートされた。
映画での代表作は、『青春の旅情』（1961年）、『ガン・ファイター』（1961年）、『ヤム・ヤム・ガール』（1963年）、『枢機卿』（1963年）、『バニー・レークは行方不明』（1965年）、『ポセイドン・アドベンチャー』（1972年）など。
テレビドラマの出演も多く、『事件記者コルチャック』のパイロット版『魔界記者コルチャック/ラス・ベガスの吸血鬼』（1972年）に主演した他、『ヒッチコック劇場』、『0011ナポレオン・ソロ　スラッシュの要塞』、『バークレー牧場』、『刑事コジャック』、『ハワイ5-0』、『チャーリーズ・エンジェル』など、数多くの作品にゲスト出演している。

## 主な出演作品

### 映画
- 開拓者の血 The Light in the Forest (1958)
- リオの若い恋人たち Holiday for Lovers (1959)
- ゆきすぎた遊び Blue Denim (1959)
- 青春の旅情 Return to Peyton Place (1961)
- ガン・ファイター The Last Sunset (1961)
- 七月の女 The Stripper (1963)
- ヤム・ヤム・ガール Under the Yum Yum Tree (1963)
- 枢機卿 The Cardinal (1963)
- 残虐療法 Shock Treatment (1964)
- マドリードで乾杯　The Pleasure Seekers (1964)
- バニー・レークは行方不明 Bunny Lake Is Missing (1965)
- 太陽の爪あと The Shuttered Room (1967)
- 謀略ルート Danger Route (1967)
- 死刑台に接吻 Once You Kiss a Stranger (1969)
- 悪夢のウィークエンド/恐怖の尼僧誘拐 Weekend of Terror (1971)
- 人喰いアメーバの恐怖2 Beware! The Blob (1972)
- ポセイドン・アドベンチャー The Poseidon Adventure (1972)
- ギャロマ '88 Bad Georgia Road (1977)
- 遺言シネマ殺人事件 The Cat and the Canary (1978)
- みにくいアヒルの子 A Light in the Forest (2003)

### テレビ
※年度は出演した年
- ヒッチコック劇場 Alfred Hitchcock Presents (1957,1962)
- おとぎの国/シャーリー・テンプルのお話本　「ラプンツェル」Shirley Temple's Storybook (1958) - ラプンツェル
- バージニアン The Virginian (1962)
- 0011ナポレオン・ソロ 「スラッシュの要塞」The Man from U.N.C.L.E. (1967)
- インベーダー The Invaders (1967)
- バークレー牧場 The Big Valley (1968)
- スパイのライセンス It Takes a Thief (1969)
- マニックス Mannix (1971)
- 魔界記者コルチャック/ラス・ベガスの吸血鬼 The Night Stalker (1972)
- 四次元への招待 Night Gallery (1972)
- 悪魔の手ざわり The Evil Touch (1974)
- Dr.刑事クインシー Quincy, M.E. (1976)
- 刑事コジャック Kojak (1977)
- ハワイ5-0 Hawaii Five-O (1978)
- 名犬ロンドン物語 The Littlest Hobo (1980)
- チャーリーズ・エンジェル Charlie's Angels (1980)
- 探偵ハート&ハート Hart to Hart (1981)
- 俺たち賞金稼ぎ!!フォール・ガイ The Fall Guy (1983)